# São João da Madeira
São João da Madeira é uma cidade, freguesia e município de Portugal. Localiza-se na sub-região da Área Metropolitana do Porto, região do Norte e distrito de Aveiro. Tem uma área urbana de 7,94 km2, 22.144 habitantes em 2021 e uma densidade populacional de 2.789 habitantes por km2.
O município, a freguesia e a cidade de São João da Madeira - apesar de serem formalmente três entidades distintas - coincidem territorialmente, partilhando assim a mesma área, número de habitantes e densidade populacional. O município é limitado a norte e a oeste pelo município de Santa Maria da Feira, e a este e sul por Oliveira de Azeméis.
São João da Madeira também é conhecida como a capital do calçado, isto porque ali se encontra o chamado museu do calçado.

## História
As origens de São João da Madeira remontam a um período prévio ao da formação da nacionalidade, como comprovam duas cartas de venda, em pergaminho, datadas de 1088, onde é referida a "uilla de Sancto Ioanne que dicent Mateira". O topónimo "Madeira" parece ter a ver, segundo os historiadores, com a abundância arborícola da região. Estes dois manuscritos podem-se encontrar no arquivo da cidade, situado nos Paços da Cultura.

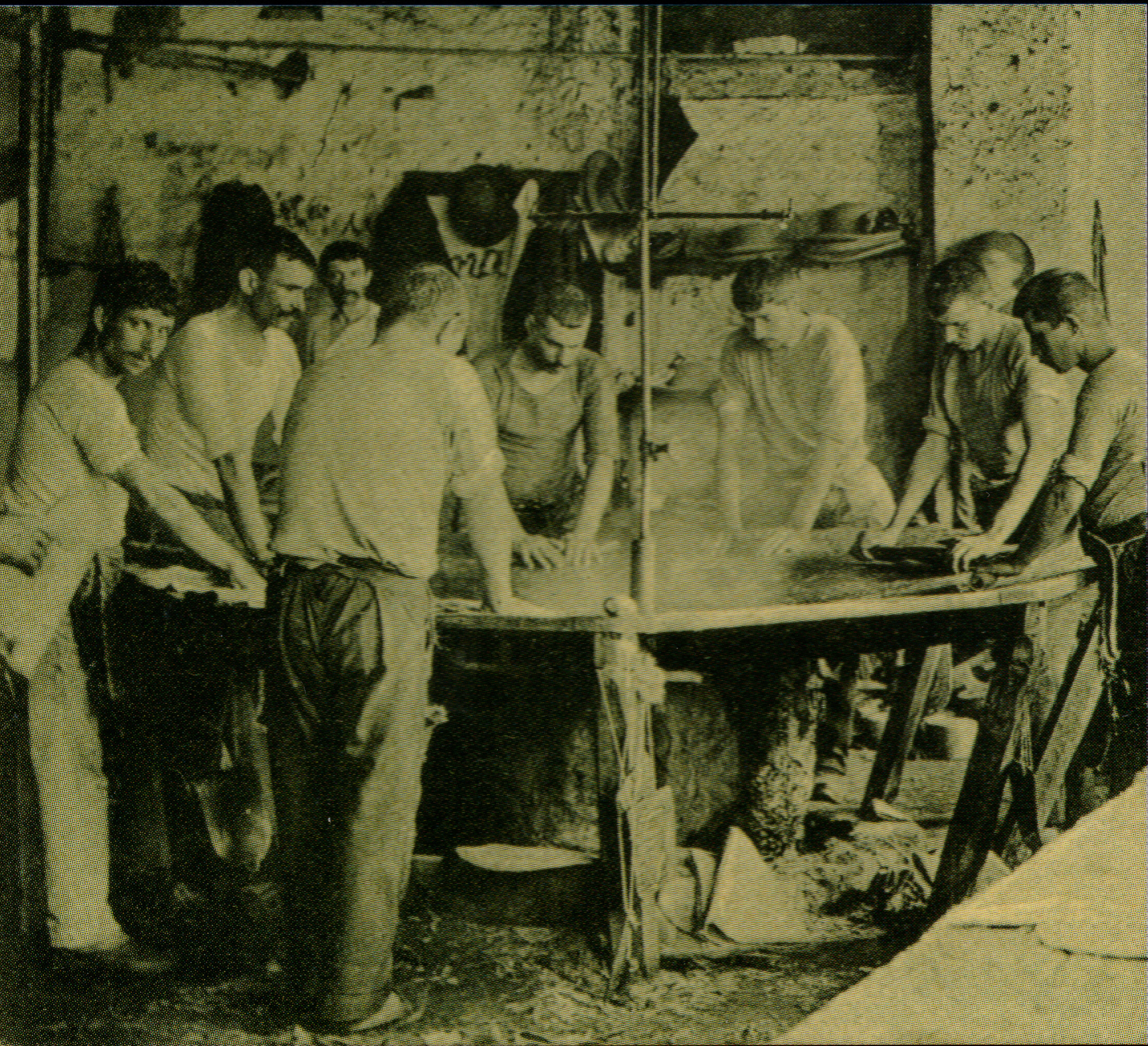
Unhas Negras

Durante muitos séculos, São João da Madeira passou despercebida no contexto nacional. Em meados do século XIX, contudo, opera-se uma mudança dramática na história local. A pequena aldeia de São João da Madeira acabaria por se tornar num dos maiores focos da Revolução Industrial em Portugal, transformando-se, num intervalo reduzido de anos, num dos maiores pólos industriais do país. A produção de chapéus é a primeira actividade industrial que se fixa. A primeira fábrica implanta-se em 1802 (J. Gomes de Pinho). António José de Oliveira Júnior, um ex-operário, foi um dos maiores impulsionadores da indústria na localidade, fundando, em 1892, a primeira fábrica de fabrico de chapéus de pêlo, e, em 1914, aquela que se tornaria um dos maiores símbolos de São João da Madeira - a Empresa Industrial de Chapelaria Lda. (na imagem). Totalmente mecanizada, quando começou a laborar era a maior fábrica da Península Ibérica. Acompanhou a história da indústria de chapelaria em Portugal e hoje, o que resta do edifício aloja o Museu da Chapelaria. Oliveira Júnior viria a ser reconhecido na altura pelo próprio Governo, que lhe concedeu o diploma de Mérito Industrial e Agrícola, e é figura grata na sua cidade, que ergueu um busto em sua honra e ofereceu o seu nome a uma das principais ruas da cidade. Em 1908, a inauguração da linha ferroviária - linha do Vouga - em São João da Madeira, pelo rei Manuel II de Portugal, contribuiu para potenciar ainda mais a onda de empreendedorismo.

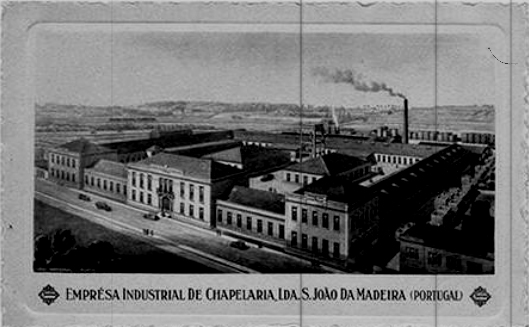
Empresa Industrial de Chapelaria Lda

No primeiro quarto do século XX, com o crescente progresso e instalação de indústrias, a explosão demográfica e social foi de tal ordem que, num intervalo curto de tempo, a aldeia de São João da Madeira ultrapassou em população a sua sede de município, Oliveira de Azeméis, bem como a da histórica Vila da Feira. Num período de quatro anos, São João da Madeira adquiriu o estatuto de vila (1922) e a sua autonomia administrativa (1926), por desmembramento do município de Oliveira de Azeméis. No decreto nº 12.456, o Governo considerava São João da Madeira o "centro industrial mais importante do distrito de Aveiro", cujo desenvolvimento económico e social estava a ser "prejudicado, sufocado pela sua inferior categoria administrativa". A independência administrativa foi fruto de uma lenta estratificação histórica local, tendo desempenhado um papel relevante nesta conjuntura a imprensa local (O Regional), nascida de "um grupo de rapazes com sangue a estuar nas veias e ansiosos pelo progresso constante de São João da Madeira", grupo de notáveis sanjoanenses que constituíram o "Grupo Patriótico Sanjoanense", liderados pelo padre jesuíta e historiador português Serafim Leite. Já com a sua autonomia administrativa, em plena Segunda Guerra Mundial, a indústria do feltro sobe em flecha em Portugal. Nos anos 1940, a produção de pêlos e feltros é centralizada em S. João da Madeira, com a criação, em 1943, da Cortadoria Nacional do Pêlo, a única fábrica do país que trabalha os pêlos, nacionalizada em 1945. Em 1946, dos 1775 operários da indústria de chapelaria em Portugal, 1212 trabalhavam em São João da Madeira. A indústria de chapelaria era um importante ramo da actividade industrial em Portugal, e São João da Madeira era a sua sede.

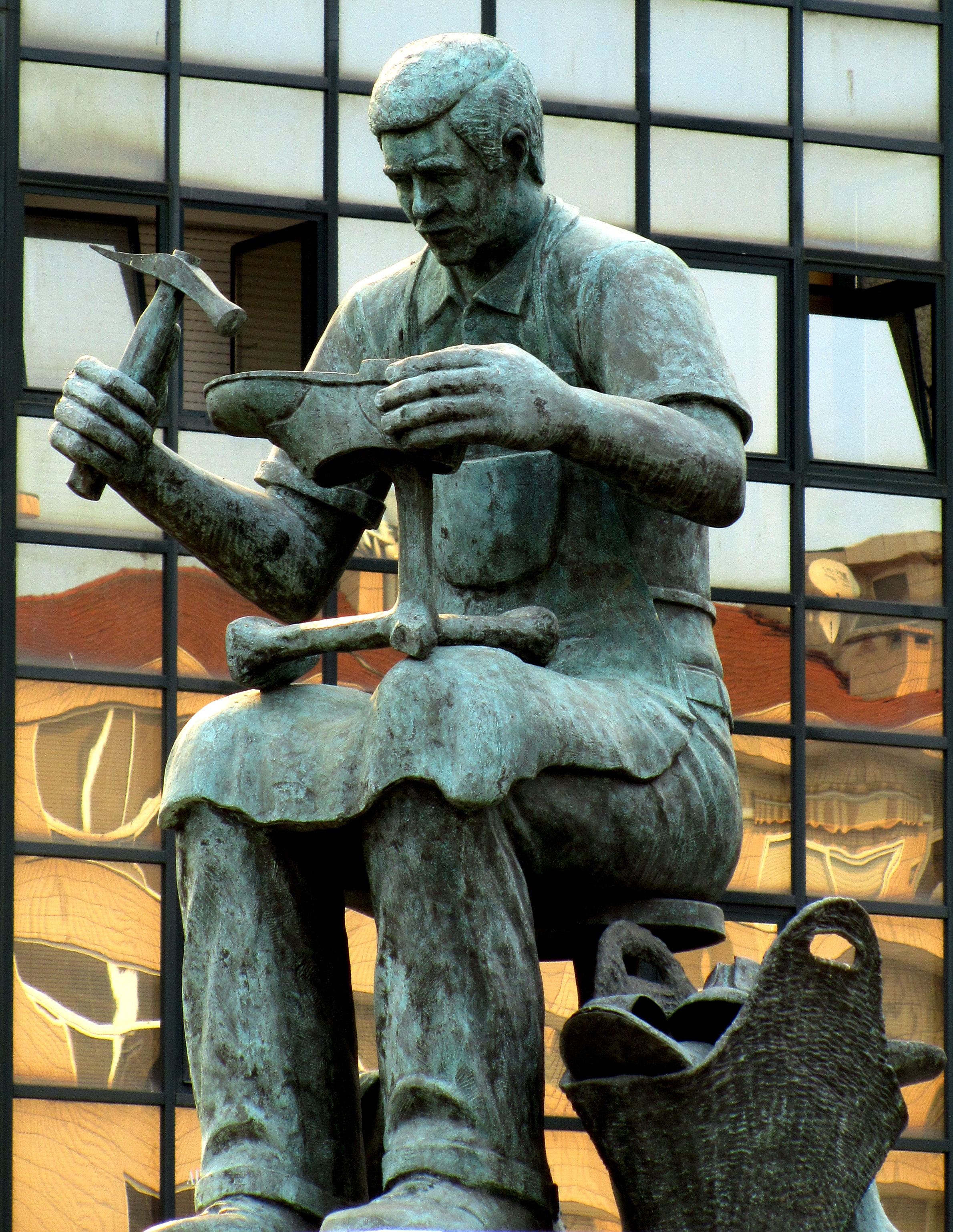
Homenagem ao Sapateiro

A actividade na região foi imortalizada pelo escritor João da Silva Correia, no seu romance "Unhas Negras". Esta expressão pejorativa designava os operários da indústria dos chapéus que, em virtude do árduo trabalho em caldeiras de vapores designadas de fulas, ficavam com as unhas deterioradas e tingidas de preto. O termo acabaria por se generalizar, servindo para designar, durante muito tempo, todos os habitantes de São João da Madeira. A palavra Labor, no escudo da cidade, pretende significar precisamente que foi à custa do trabalho dos seus "Unhas Negras" que a cidade se desenvolveu e emancipou. A actividade da chapelaria viria, no entanto, a decair nas décadas seguintes, com o desuso deste utensílio têxtil por parte da população. Paralelamente, a indústria do calçado foi crescendo, acabando por se tornar a principal actividade económica da cidade e tornando São João da Madeira conhecida como a "Capital do Calçado".
Em 16 de Setembro de 2012, a freguesia vizinha de Milheirós de Poiares (município de Santa Maria da Feira) aprovou, em referendo popular com 79,9% dos votos a favor (taxa de participação de 54%), a integração no município de São João da Madeira, transferência que não foi efectivada na reorganização administrativa de 2013, dado que o referendo, autorizado pelo Tribunal Constitucional, era meramente indicativo. Para além disto, um fator negativo tem a ver com o facto de se ter realizado só em Milheirós de Poiares, não estando previsto em S. João da Madeira um referendo equivalente de modo a se ter a garantia que esta união é desejada também neste território.
O seu forte desenvolvimento, na segunda metade do século XX, levou à expansão da sua área urbana para fora dos limites do seu pequeno município.
Tornou-se município autónomo da vizinha Oliveira de Azeméis em 11 de Outubro de 1926, tendo sido elevado ao estatuto de cidade em 28 de Junho de 1984, pela lei n.º 13/84.
O lema de São João da Madeira é "Labor - Cidade do Trabalho". A cidade é conhecida, em Portugal, pela sua tradição na área industrial, particularmente em relação ao fabrico de chapéus e calçado. É reconhecida no país como a "Capital do Calçado".
Nos últimos anos, a cidade tem sido distinguida como um dos melhores municípios para se viver em Portugal, em estudos de qualidade de vida. Em 2010, a cidade recebeu, no Instituto Superior de Ciências Sociais e Políticas da Universidade Técnica de Lisboa, o prémio de melhor município para se viver em Portugal, resultado obtido pelo estudo do Instituto de Tecnologia Comportamental, publicado no semanário Sol.
São João da Madeira destacou-se ainda recentemente ao introduzir, em 2011, o turismo industrial em Portugal, e ao tornar-se, em 2012, o 1º município do país com cobertura wireless quase integral.

## Geografia

Enquadramento do município e freguesia de São João da Madeira

A cidade de São João da Madeira encontra-se no extremo norte do distrito de Aveiro e região da Beira Litoral. Faz fronteira a norte com a freguesia de Milheirós de Poiares e a oeste com a freguesia de Arrifana, ambas do município de Santa Maria da Feira, e a sul com a Vila de Cucujães, a sudeste com São Roque e a este com Macieira de Sarnes, todas do município de Oliveira de Azeméis.
Está a 18 km da Costa Marítima, a 32 km do Porto, 40 km de Aveiro e 275 km da capital Lisboa.
São João da Madeira assenta sobre o dorso maciço de uma airosa colina, entre os 50 e os 300 metros de altitude. A cidade é atravessada no seu maior eixo, norte-sul, pelo rio Ul.
O clima de S. João da Madeira é marítimo. De Inverno os índices de pluviosidade são altos e os Verões curtos e secos.

## Economia

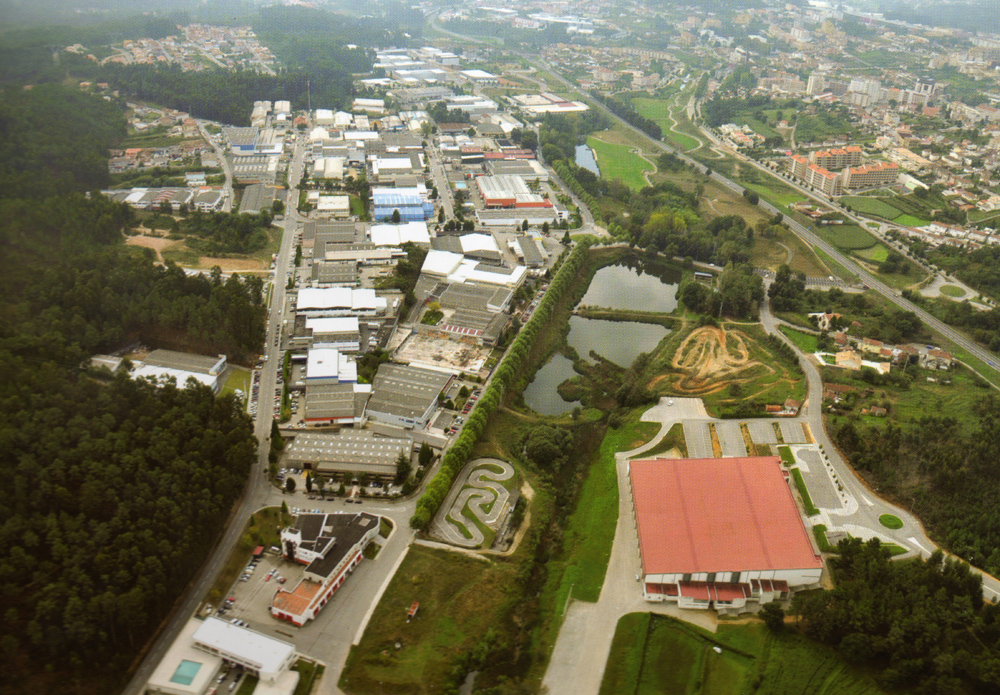
Zona Industrial nº 1 - Travessas e, no canto inferior direito, Pavilhão Desportivo das Travessas

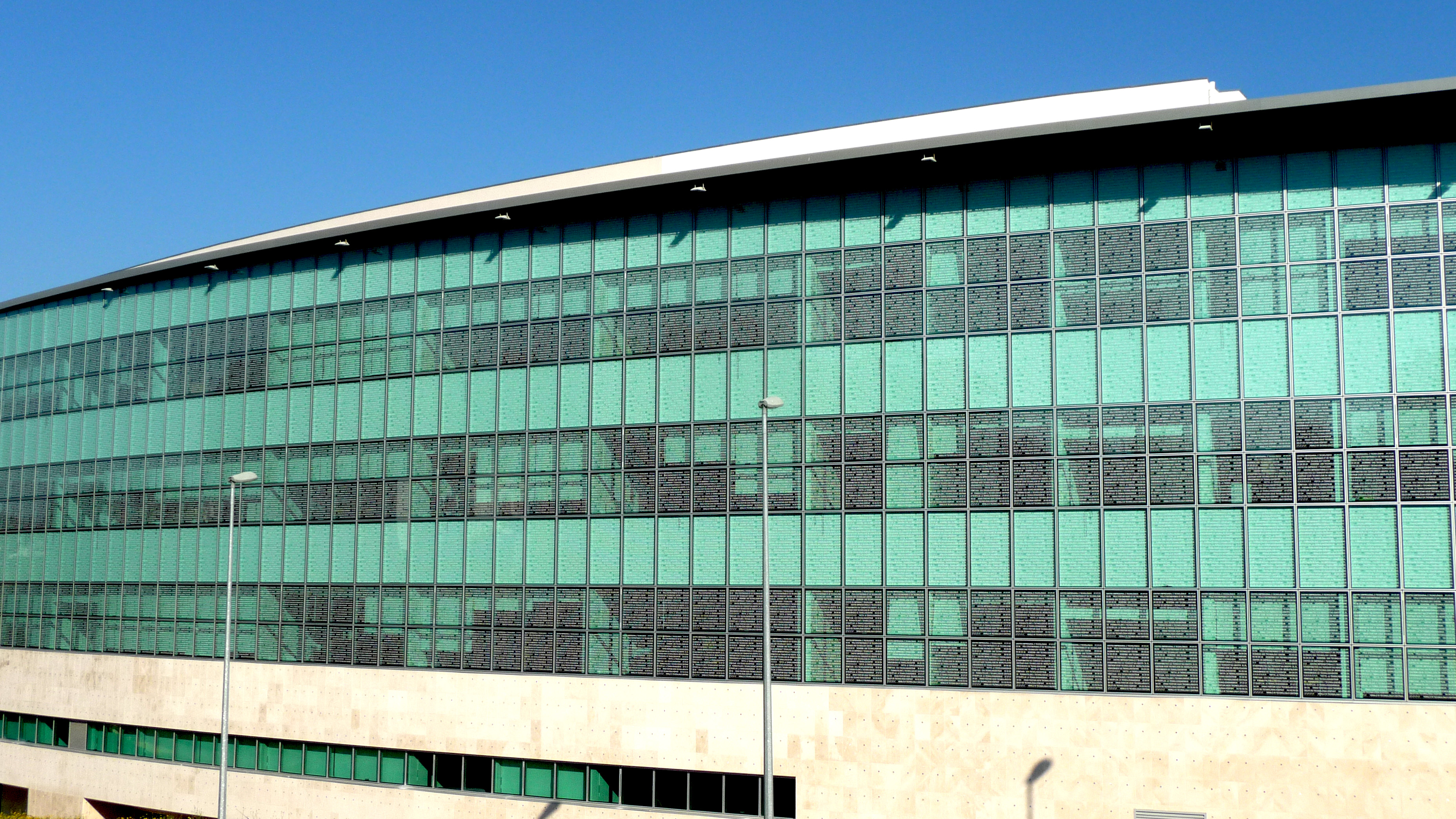
Centro Empresarial e Tecnológico

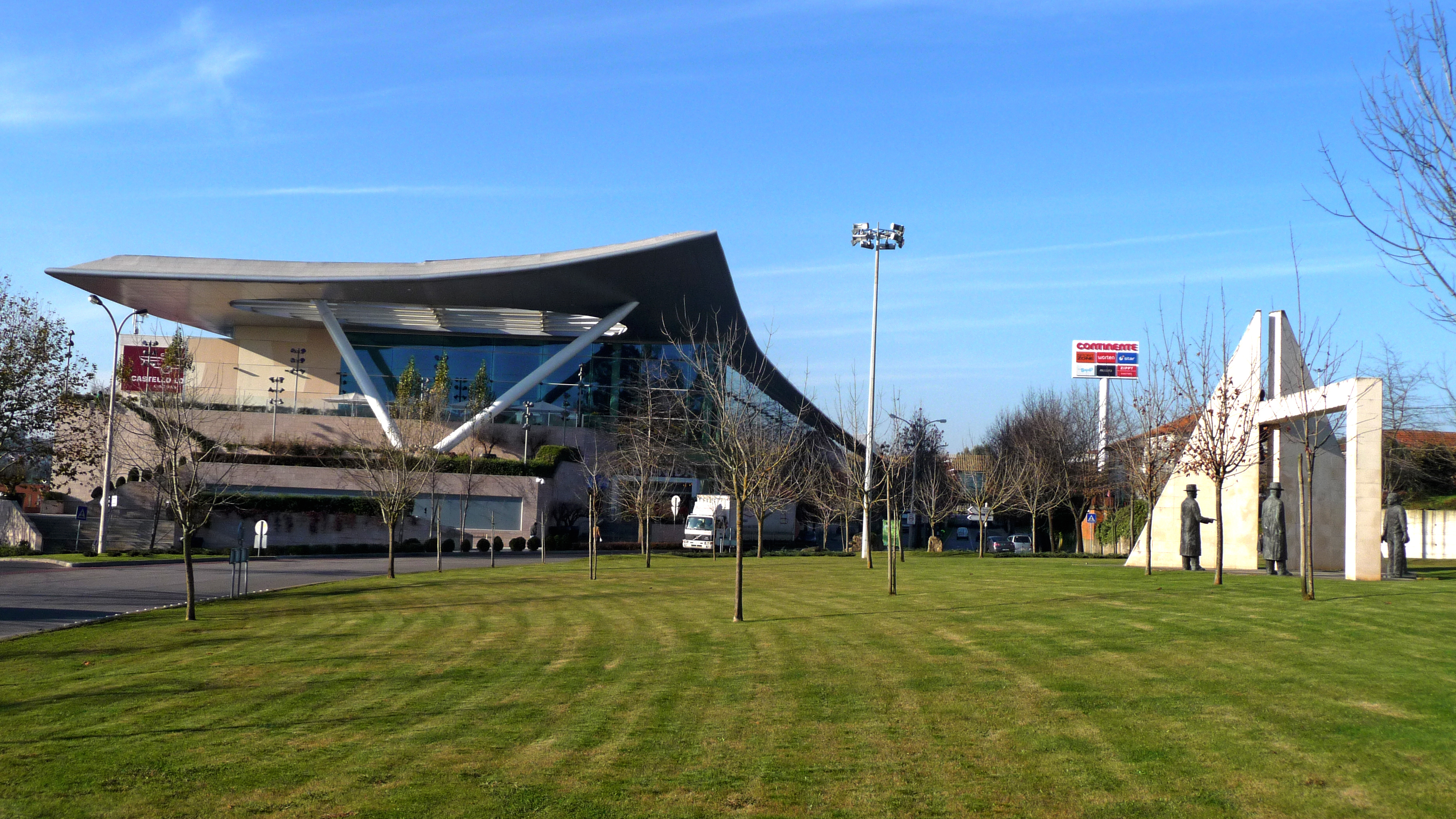
Centro Comercial Oitava Avenida

A sua economia baseia-se grandemente nos sectores dos serviços e da indústria. Em termos de emprego, 62% dos trabalhadores da cidade trabalham no sector secundário e 38% no sector terciário. Em 2007, São João da Madeira tinha 3660 empresas. As micro e pequenas e médias empresas dominam o panorama do emprego em S. João da Madeira, com quase 74% dos trabalhadores.  A cidade tem forte tradição na área industrial, designadamente na área do calçado. É detentora da marca "Capital do Calçado" (designação registada no Instituto Nacional do Registo de Marcas), contendo inúmeras fábricas de calçado e de componentes para calçado, bem como o Centro Tecnológico do Calçado (CTC) e o Centro de Formação Profissional da Indústria do Calçado (CFPIC). A cidade é ainda a maior produtora nacional de chapéus, e a terceira a nível mundial. Dos cerca de 2 milhões de feltros produzidos anualmente em todo o mundo, 400 mil são feitos em São João da Madeira, todos de uma única fábrica, a Fepsa. A qualidade dos feltros produzidos em São João da Madeira é reconhecida mundialmente, abastecendo marcas de alta costura como a Hermès, produzindo para personalidades públicas internacionais e indústria cinematográfica. Em São João da Madeira, encontra-se também a única fábrica de lápis da Península Ibérica, a Viarco. Outras actividades do sector secundário da cidade incluem indústrias de componentes para automóveis, indústrias têxtil, colchões, colas, fundição e tubos. O sector secundário está organizado, segundo o PDM da cidade, em quatro zonas industriais: Travessas, Orreiro, Devesa-Velha e Oliva. Em 2008 foi inaugurado pelo Presidente da República, Aníbal Cavaco Silva, o Centro Empresarial e Tecnológico, um moderno edifício projectado pelo arquitecto Filipe Oliveira Dias, funcionando como incubadora de empresas ligadas à alta tecnologia, pretendendo dinamizar e diversificar o tecido empresarial e industrial da cidade e região. Trata-se do primeiro de dez edifícios a edificar na zona, num futuro parque tecnológico de 80 mil metros quadrados. Encontra-se já em construção o segundo edifício do parque tecnológico - o Núcleo de Investigação e Desenvolvimento - orçado em mais de 6 milhões de euros.
Em 2009, foi ainda criada na cidade uma Rede de Inovação e Competitividade, assinando protocolo diversas organizações empresariais e de ensino da região, num projecto que ascende a 4 milhões de euros e que ambiciona potenciar o desenvolvimento ligado ao conhecimento e inovação tecnológica.
No sector terciário, São João da Madeira destaca-se pela sua estrutura comercial e oferta de serviços qualificados em matéria de comércio, de serviços às empresas e de formação. Estes factores, associados à centralidade da cidade no eixo urbano da região, consolidam-na como o centro de serviços preferencial.  São João da Madeira é também um importante centro bancário e financeiro. Em 2007, existiam 1288 trabalhadores bancários sindicalizados em S. João da Madeira no Sindicato dos Bancários do Norte (SBN), quase tantos como os existentes na capital de distrito, Aveiro (1391 registados).

### Serviços e pontos comerciais
São João da Madeira é um importante centro estratégico regional na oferta comercial e de serviços. A Avenida Dr. Renato Araújo, uma das artérias principais da cidade, com mais de dois quilómetros de extensão tem vindo a afirmar-se o principal centro económico-financeiro da cidade. A contígua zona pedonal, em redor da praça central, outrora o centro nevrálgico da cidade, continua a ser, ainda assim, um dos locais mais movimentados. É na ampla zona pedonal que se encontra o primeiro centro comercial de São João da Madeira, localizado no edifício Parque América (São João da Madeira), o mais alto da cidade com 17 andares, bem como uma grande concentração de cafés e bares nocturnos. O Oitava Avenida (São João da Madeira) é o maior centro comercial da região com 30.000 m², 133 lojas, 21 restaurantes e 5 salas de cinema. O traçado do edifício é moderno e arrojado, tendo sido distinguido em vários prémios nacionais e internacionais: galardoado nos prémios do ICSC (International Council of Shopping Centers) de 2009 com o prémio de mérito na categoria de "Centros de Média Dimensão", e nos prémios "Óscares do Imobiliário" de 2008 na categoria "Eurohypo".

## Demografia
No censo de 1864 figura com o nome de Madeira, no concelho de Oliveira de Azeméis. Pelo decreto nº 12.456, de 11 de outubro de 1926, a freguesia de S João da Madeira deixou de fazer parte deste concelho e constituiu um concelho com sede na localidade do mesmo nome que fora elevada à categoria de vila pela lei nº 1617 de 5 de julho de 1924.
A população registada nos censos foi:
Os dados relativos aos grupos etários apenas estão disponíveis a partir do censo de 1930, data em que a freguesia de S. João da Madeira deixou de fazer parte do município de Oliveira de Azeméis.
|                | 1930  | 1940  | 1950  | 1960  | 1970  | 1981  | 1991  | 2001   | 2011   | 2021   |
| 0-14 Anos      | 2 015 | 2 740 | 3 003 | 4 058 | 4 505 | 4 395 | 4 025 | 3 656  | 3 126  | 2 680  |
| 15-24 Anos     | 1 168 | 1 372 | 1 906 | 2 130 | 2 715 | 3 098 | 3 162 | 3 145  | 2 514  | 2 336  |
| 25-64 Anos     | 2 020 | 2 926 | 3 894 | 5 198 | 6 295 | 7 681 | 9 565 | 11 745 | 12 498 | 12 221 |
| = ou > 65 Anos | 230   | 353   | 417   | 535   | 770   | 1 270 | 1 700 | 2 556  | 3 575  | 4 906  |

★★ De 1930 a 1950 os dados referem-se à população presente no município à data em que os censos se realizaram, daí que se registem algumas diferenças relativamente à designada população residente.

## Política

### Eleições autárquicas[47]
| Data | %     | V     | %       | V       | %       | V       | %            | V            | %              | V    | %              | V         | %              | V  | %              | V      | %              | V   | %              | V       | %              | V   | %       | V       | % | V | %   | V   | %  | V  | %  | V  | %  | V  | Participação |                |
| Data | PS    | PS    | CDS-PP  | CDS-PP  | PPD/PSD | PPD/PSD | FEPU/APU/CDU | FEPU/APU/CDU | GDUP           | GDUP | PCP (m-l)      | PCP (m-l) | AD             | AD | UDP/BE         | UDP/BE | MPT            | MPT | PH             | PH      | GCE            | GCE | PSD-CDS | PSD-CDS | E | E | PAN | PAN | CH | CH | NC | NC | IL | IL | Participação |                |
| ---- | ----- | ----- | ------- | ------- | ------- | ------- | ------------ | ------------ | -------------- | ---- | -------------- | --------- | -------------- | -- | -------------- | ------ | -------------- | --- | -------------- | ------- | -------------- | --- | ------- | ------- | - | - | --- | --- | -- | -- | -- | -- | -- | -- | ------------ | -------------- |
| Data | 1976  | 40,56 | 4       | 39,82   | 3       | 7,90    | -            | 6,94         | -              | 1,94 | -              | 0,52      | -              |    |                |        |                |     |                |         |                |     |         |         |   |   |     |     |    |    |    |    |    |    |              | 76,73 / 100,00 |
| 1979 | 25,61 | 2     | AD      | AD      | AD      | AD      | 11,39        | -            |                |      |                |           | 59,86          | 5  | 1,13           | -      | 73,59 / 100,00 |     |                |         |                |     |         |         |   |   |     |     |    |    |    |    |    |    |              |                |
| 1982 | 24,83 | 2     | AD      | AD      | AD      | AD      | 9,61         | -            | 62,24          | 5    | 0,77           | -         | 70,53 / 100,00 |    |                |        |                |     |                |         |                |     |         |         |   |   |     |     |    |    |    |    |    |    |              |                |
| 1985 |       |       | 46,41   | 4       | 41,26   | 3       | 9,92         | -            |                |      |                |           | 72,18 / 100,00 |    |                |        |                |     |                |         |                |     |         |         |   |   |     |     |    |    |    |    |    |    |              |                |
| 1989 | 26,77 | 2     | 42,20   | 3       | 22,20   | 2       | 5,68         | -            | 62,82 / 100,00 |      |                |           |                |    |                |        |                |     |                |         |                |     |         |         |   |   |     |     |    |    |    |    |    |    |              |                |
| 1993 | 24,59 | 2     | 38,67   | 3       | 28,04   | 2       | 6,91         | -            | 68,57 / 100,00 |      |                |           |                |    |                |        |                |     |                |         |                |     |         |         |   |   |     |     |    |    |    |    |    |    |              |                |
| 1997 | 31,32 | 2     | 33,17   | 3       | 23,25   | 2       | 9,45         | -            | 63,98 / 100,00 |      |                |           |                |    |                |        |                |     |                |         |                |     |         |         |   |   |     |     |    |    |    |    |    |    |              |                |
| 2001 | 20,10 | 1     | 25,27   | 2       | 44,63   | 4       | 5,58         | -            | 0,65           | -    | 1,46           | -         | 0,19           | -  | 66,31 / 100,00 |        |                |     |                |         |                |     |         |         |   |   |     |     |    |    |    |    |    |    |              |                |
| 2005 | 19,77 | 1     | 12,74   | 1       | 56,25   | 5       | 5,00         | -            | 2,59           | -    |                |           |                |    | 61,38 / 100,00 |        |                |     |                |         |                |     |         |         |   |   |     |     |    |    |    |    |    |    |              |                |
| 2009 | 26,39 | 2     | 7,15    | -       | 55,95   | 5       | 5,76         | -            | 2,66           | -    | 58,35 / 100,00 |           |                |    |                |        |                |     |                |         |                |     |         |         |   |   |     |     |    |    |    |    |    |    |              |                |
| 2013 | 35,07 | 3     | 2,96    | -       | 38,02   | 3       | 6,19         | -            | 2,25           | -    | 9,98           | 1         | 49,28 / 100,00 |    |                |        |                |     |                |         |                |     |         |         |   |   |     |     |    |    |    |    |    |    |              |                |
| 2016 | 37,85 | 3     | PPD/PSD | PPD/PSD | CDS-PP  | CDS-PP  | 5,16         | -            | 2,49           | -    | 6,28           | -         | 44,84          | 4  | 0,28           | -      | 57,46 / 100,00 |     |                |         |                |     |         |         |   |   |     |     |    |    |    |    |    |    |              |                |
| 2017 | 55,37 | 5     | PPD/PSD | PPD/PSD | CDS-PP  | CDS-PP  | 4,02         | -            | 2,41           | -    |                |           | 32,23          | 2  |                |        | 1,84           | -   | 54,99 / 100,00 |         |                |     |         |         |   |   |     |     |    |    |    |    |    |    |              |                |
| 2021 | 51,60 | 4     | PPD/PSD | PPD/PSD | CDS-PP  | CDS-PP  | 4,57         | -            | 3,85           | -    | 32,13          | 3         |                |    | 2,82           | -      | 1,05           | -   | PSD/CDS        | PSD/CDS | 49,03 / 100,00 |     |         |         |   |   |     |     |    |    |    |    |    |    |              |                |

### Eleições legislativas
| Data | %     | %     | %     | %    | %     | %     | %        | %     | %    | %     | %    | %   | %       | % | %  | %  |
| Data | PS    | PSD   | CDS   | PCP  | UDP   | AD    | APU/ CDU | FRS   | PRD  | PSN   | BE   | PAN | PSD CDS | L | CH | IL |
| ---- | ----- | ----- | ----- | ---- | ----- | ----- | -------- | ----- | ---- | ----- | ---- | --- | ------- | - | -- | -- |
| 1976 | 42,11 | 23,86 | 20,19 | 6,04 | 1,67  |       |          |       |      |       |      |     |         |   |    |    |
| 1979 | 34,46 | AD    | AD    | APU  | 1,68  | 47,23 | 12,44    |       |      |       |      |     |         |   |    |    |
| 1980 | FRS   | AD    | AD    | APU  | 1,03  | 48,95 | 9,89     | 34,75 |      |       |      |     |         |   |    |    |
| 1983 | 43,88 | 25,98 | 16,39 | APU  | 0,68  |       | 9,45     |       |      |       |      |     |         |   |    |    |
| 1985 | 25,94 | 29,49 | 13,74 | APU  | 0,88  | 8,64  | 17,49    |       |      |       |      |     |         |   |    |    |
| 1987 | 28,58 | 51,78 | 5,33  | CDU  | 0,63  | 6,32  | 4,25     |       |      |       |      |     |         |   |    |    |
| 1991 | 36,13 | 48,50 | 6,42  | CDU  |       | 4,33  | 0,19     | 1,62  |      |       |      |     |         |   |    |    |
| 1995 | 49,14 | 31,43 | 12,44 | CDU  | 0,31  | 4,08  |          | 0,16  |      |       |      |     |         |   |    |    |
| 1999 | 48,26 | 29,86 | 12,12 | CDU  |       | 5,17  | 0,10     | 1,76  |      |       |      |     |         |   |    |    |
| 2002 | 42,59 | 37,42 | 10,95 | CDU  | 3,64  |       | 2,62     |       |      |       |      |     |         |   |    |    |
| 2005 | 48,87 | 26,24 | 8,70  | CDU  | 5,16  | 6,20  |          |       |      |       |      |     |         |   |    |    |
| 2009 | 39,19 | 28,67 | 10,72 | CDU  | 4,80  | 10,94 |          |       |      |       |      |     |         |   |    |    |
| 2011 | 31,46 | 38,77 | 10,87 | CDU  | 5,44  | 5,83  | 0,87     |       |      |       |      |     |         |   |    |    |
| 2015 | 33,99 | CDS   | PSD   | CDU  | 5,58  | 10,68 | 1,35     | 39,85 | 0,48 |       |      |     |         |   |    |    |
| 2019 | 39,79 | 27,38 | 4,65  | CDU  | 3,93  | 11,39 | 3,42     |       | 0,66 | 0,57  | 1,12 |     |         |   |    |    |
| 2022 | 45,30 | 30,33 | 1,57  | CDU  | 2,57  | 5,19  | 1,44     | 0,93  | 3,88 | 5,26  |      |     |         |   |    |    |
| 2024 | 37,39 | AD    | AD    | CDU  | 29,31 | 1,77  | 4,47     | 1,63  | 2,67 | 12,94 | 5,52 |     |         |   |    |    |

## Transportes

### Rodovias de acesso
São João da Madeira é atravessada pela variante IC2, antiga N1, que estabelece a ligação com os principais eixos rodoviários. A auto-estrada A32 - São João da Madeira - Carvalhos liga a cidade directamente a Gaia e ao Porto. A cidade dista, ainda, apenas 7 km da principal via do país (A1) e 10 km da A29, através da N223.[carece de fontes?]

### Circulação rodoviária
A circulação automóvel dentro de São João da Madeira está facilitada pelo moderno urbanismo da cidade. Existe um sistema muito abrangente de avenidas e ruas com duas faixas rodoviárias em cada sentido, proporcionando uma distribuição equilibrada do tráfego. As intersecções das ruas e avenidas são realizadas, na maioria dos casos, por rotundas, e os semáforos foram completamente abolidos em toda a cidade.[carece de fontes?]
São João da Madeira chega também a ser conhecida como a "cidade das rotundas" devido ao facto de, embora ser o menor município do país, ter mais de 120 rotundas. Todos os anos, em época natalícia, várias escolas e associações competem entre si ao enfeitarem rotundas (a cada participante é atribuída uma rotunda) com árvores de natal e outros objectos para celebrar a chegada do Natal. Esta competição é conhecida em todo o município e fora deste, havendo até uma votação para as melhores rotundas enfeitadas, em que os mais bem classificados recebem um prémio.[carece de fontes?]

### Transportes públicos
Em termos de transportes públicos, São João da Madeira possui uma rede urbana de autocarros, os TUS. Estes incluem duas carreiras dedicadas (linhas azul e verde):
- A Centro Coordenador de Transportes ↺ (via Angola, Af. Henriques, Fundões): 19 km,[◷] 12 circulações por dia[◫]
- V Centro Coordenador de Transportes ↺ (via Cucujães, Mourisca, Madeira): 16 km,[◷] 13 circulações por dia[◫]

Circulam de segunda a sexta feira, com horário reduzido aos sábados. Desde 2021 a sua utilização é grauita; em 2018 esta medida já havia sido introduzida para passageiros em idade escolar.
Os TUS são complementados pelo actual sistema de transportes interurbanos explorado pela empresa Transdev: a cidade é sede regional de uma densa rede de autocarros inter-urbanos, com ligações directas e frequentes para o Porto (1 a 3 por hora), Ovar, Santa Maria da Feira, Oliveira de Azeméis, Vale de Cambra e Arouca.[carece de fontes?]
São João da Madeira também é atravessada por uma ferrovia, a linha do Vouga, contando com uma estação na ligação Espinho - Oliveira de Azeméis.

## Cultura

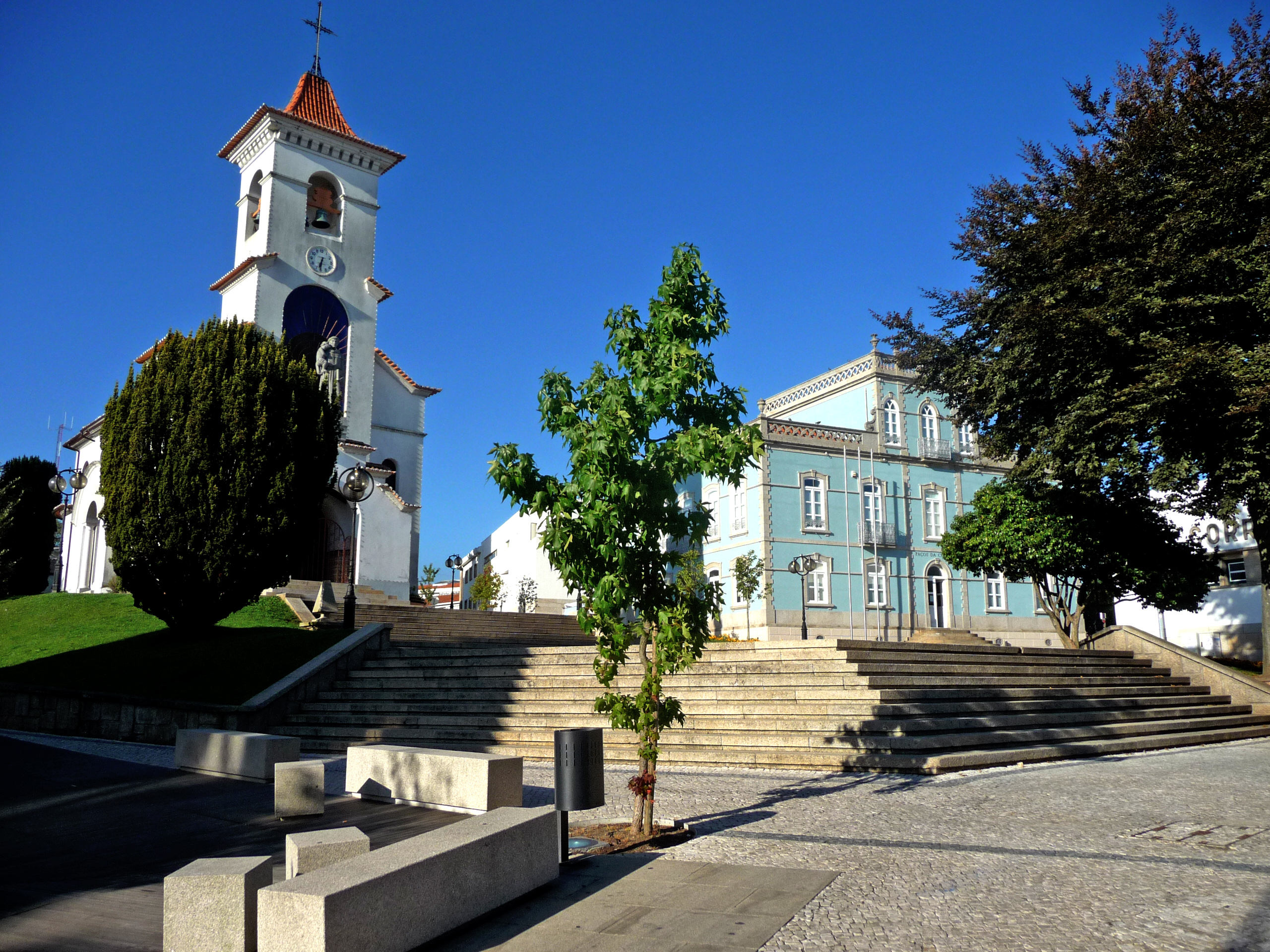
Paços da Cultura e Capela de Santo António

Um dos eventos culturais mais marcantes de São João da Madeira é o evento "Poesia à Mesa" que, anualmente e durante uma semana, leva a poesia às ruas da cidade, escolas, bares, restaurantes, biblioteca e outros espaços públicos. Cada evento é dedicado a um conjunto de poetas, e todos os anos comparecem na cidade várias personalidades públicas reconhecidas para declamar poesia, entre as quais, já estiveram presentes Ruy de Carvalho (edição de 2009) e Maria Barroso (edição de 2010).
São João da Madeira organiza anualmente, desde 2008, aquele que já é o maior evento de ilustração realizado em Portugal, o "Encontro Nacional de Ilustração" que, na sua última edição, contou com o apoio do Ministério da Cultura e da fundação Calouste Gulbenkian.
A cidade organiza ainda dois importantes prémios literários, o Grande Prémio Sophia de Mello Breyner Andresen, em colaboração com a Associação Portuguesa de Escritores, de periodicidade bienal e com o objectivo de galardoar uma obra que reúna a totalidade dos livros de poesia de autor português; e o "Prémio João da Silva Correia", dividido em "poesia" e "prosa", atribuído a escritores com ligação à cidade.
Desde 2008, a cidade acolhe o festival anual "Curta", uma Mostra Nacional de Curtas Metragens.
A cidade tem ainda protocolo com a fundação Serralves, com estatuto de membro fundador da instituição portuense, resultando num intercâmbio cultural a vários níveis.

### Museus

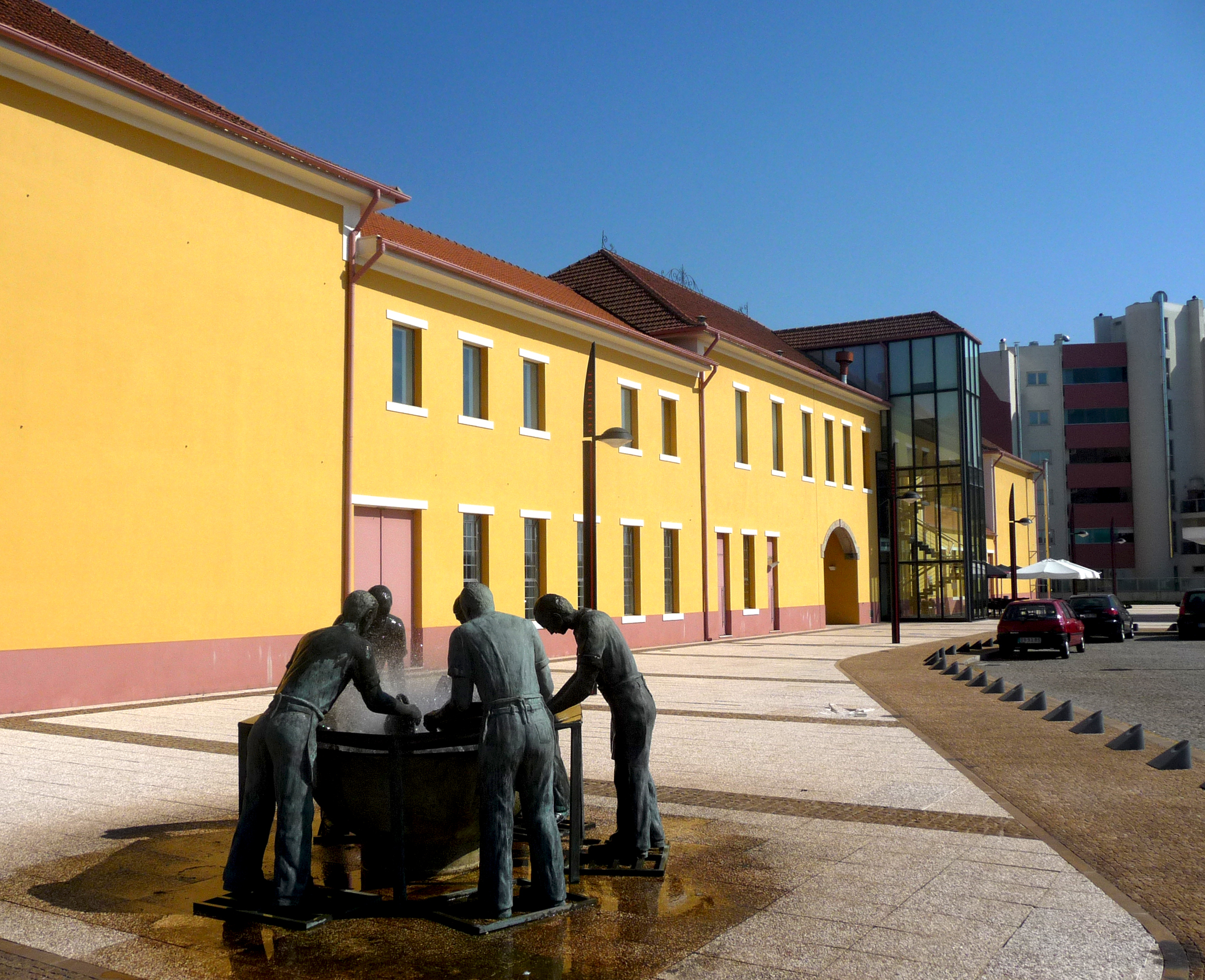
Museu da Chapelaria e Monumento "Unhas Negras"

#### Museu da Chapelaria
Único na Península Ibérica, o Museu da Chapelaria é um dos maiores símbolos culturais de São João da Madeira no presente, contendo valioso espólio das inúmeras fábricas de chapéus instaladas em São João da Madeira nos inícios/meados do século XX, e que contribuíram para a história da cidade. Contém também uma zona de exposições temporárias, recebendo ocasionalmente material de outros museus de chapéus. Foi inaugurado em 2005 pelo Presidente da República Jorge Sampaio.

#### Museu do Calçado
Aberto em novembro de 2016.
Dá a conhecer a indústria da produção de calçado que moldou várias gerações de famílias em São João da Madeira desde o esboço em papel aos acabamentos. O museu recria dois momentos históricos: a produção artesanal e a produção industrial através de uma unidade fabril dos anos 1980 e uma oficina tradicional do início do século XX.
O museu apresenta um túnel do tempo que conta a evolução do calçado com 20 réplicas de pares de sapatos desde a pré-história ao século XX e o sapato e o design no que toca às tendências do século XX e XXI.
Do museu fazem parte ainda coleções das marcas Melissa, Miguel Vieira e Havaianas e também sapatos de famosos como um par cedido pelo atual secretário-geral da ONU, António Guterres, os sapatos vermelhos usados por Dorothy no filme Feiticeiro de Oz e os ténis gastos do sanjoanense David Santos, conhecido como Noiserv.
Recebeu uma Menção Honrosa da Associação Portuguesa de Museologia relativa ao Melhor Museu do Ano de 2017.

#### Projectos futuros
O Núcleo Museológico da Metalurgia está projectado no âmbito da futura reconversão da extinta Oliva, outrora uma das principais empresas metalúrgicas nacionais, chegando a empregar milhares de trabalhadores. A empresa Viarco, a única fábrica de lápis do país, também não esconde o desejo de reconverter o edifício e alojar o Museu do Lápis.

### Salas de espectáculos
- Casa da Criatividade[69] Da autoria do arquitecto Filipe Oliveira Dias, é uma sala de espetáculos única no país, pelo facto de ser modificável adaptando-se ao tipo de espetáculo pretendido. O seu funcionamento baseia-se no movimento, totalmente motorizado, de estrados elevatórios com cadeiras pré-instaladas que alteram a conformação da sala para um dos 6 esquemas desejados em menos de 1 hora. Tem capacidade máxima de cerca de 500 lugares sentados ou 550 em pé. É dirigida artisticamente pelo produtor musical Fernando Pinho e foi inaugurada em Junho de 2013 com a estreia em Portugal do premiado musical "O Despertar da Primavera" (Spring Awakening).
- Auditório dos Paços da Cultura com capacidade de 200 lugares, tem recebido eventos ligados ao teatro, música, poesia e cinema.

### Galerias de Arte
- Oliva Creative Factory[70] Em 2009, a Câmara Municipal de São João da Madeira adquiriu parte das instalações da antiga metalúrgica Oliva, um dos símbolos industriais da cidade. Para este local, foi recentemente aprovado financiamento para um projecto de 9,2 milhões de euros[71][72] que, em conjunto com a Casa das Artes e da Criatividade pretende revolucionar culturalmente a cidade nos próximos anos. Irá ser instalado no espaço um Centro de Arte Contemporânea, para o qual a autarquia já dispõe de uma colecção privada, recentemente doada, de mais de 1000 obras de autores reconhecidos como Júlio Pomar, Paula Rego, Maria Helena Vieira da Silva e Árpád Szenes.[73] O projecto centra-se numa área vocacionada para o acolhimento de empresas ligadas à criatividade e tecnologia, bem como espaço para residência, formação e exposição de artistas. O emblemático edifício da torre irá englobar ainda dois núcleos museológicos dedicados à metalurgia e calçado, bem como showrooms e estúdios de moda, joalharia, design, decoração de interiores, restauro e música.[67] Este é um projecto que ultrapassa as dimensões do município, resultado de parceria com várias entidades, incluindo a Universidade de Aveiro, a Universidade Católica, a Fundação de Serralves e a Fundação Ricardo Espírito Santo Silva e pretendendo ser o palco, para além da exposição fixa, de uma exposição nacional anual de arte contemporânea.

### Turismo
Cidade de desenvolvimento recente, aparentemente sem potencial para o turismo, São João da Madeira destacou-se, em 2011, ao introduzir o Turismo Industrial em Portugal. Os "Circuitos pelo Património Industrial" possibilitam a visita a algumas das mais emblemáticas empresas e instituições do município nas áreas do calçado, chapéus, lápis e passamanarias. O centro de boas-vindas está localizado no edifício da Torre da Oliva e no sítio da internet é possível escolher e reservar entre várias hipóteses de circuitos. O projecto do turismo industrial de S. João da Madeira é promovido pelo Turismo de Portugal e pelo Turismo do Porto e Norte de Portugal.

### Festividades
- Festa de S. João da Ponte, 23 e 24 de Junho. É a maior festividade da cidade, em honra do seu santo padroeiro. Durante uma semana a Avenida da Liberdade encerra, de noite, ao trânsito e culmina com o habitual fogo-de-artifício.
- Festa de Nossa Senhora dos Milagres, na semana do último domingo de Maio, no parque com o mesmo nome.
- A cidade no Jardim, uma festividade de popularidade crescente que se realiza desde 2003, no Jardim Municipal, participando todas as instituições e colectividades da cidade.

## Equipamentos

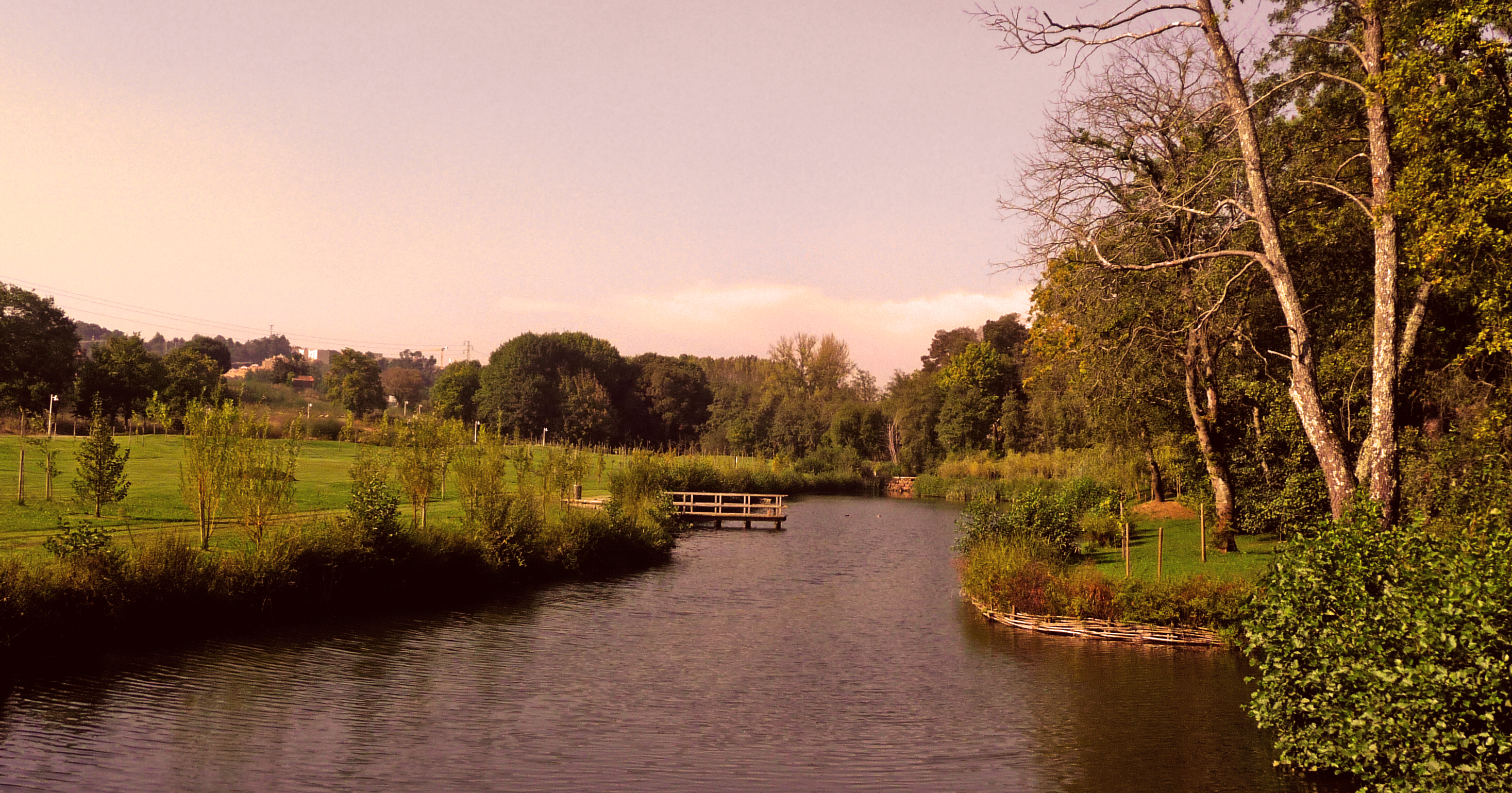
Desenvolvendo-se a partir das margens do rio que atravessa toda a cidade, o parque do rio Ul foi concebido por Sidónio Pardal e é um dos maiores parques urbanos do país

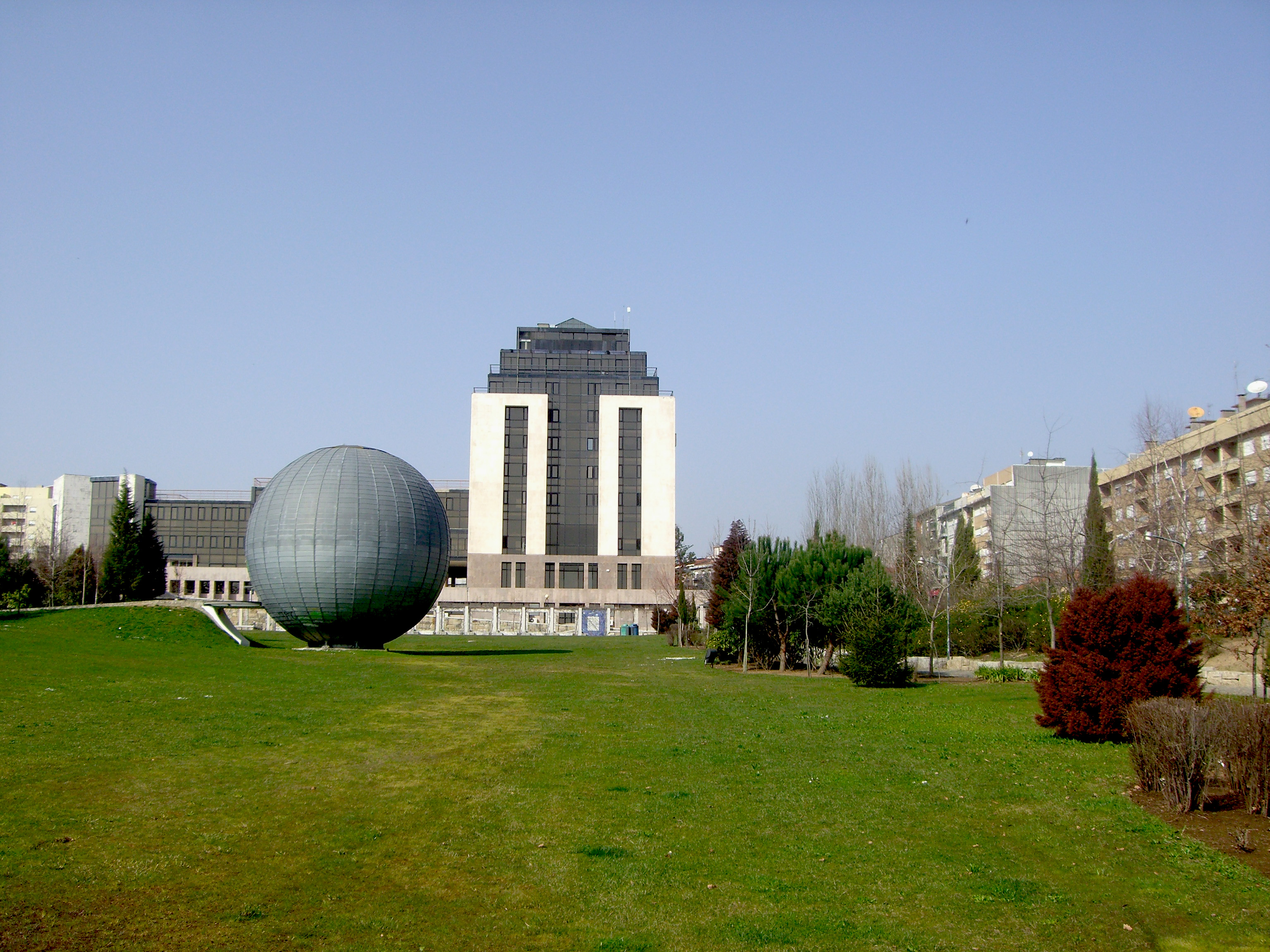
Câmara Municipal e vista parcial do Jardim Municipal

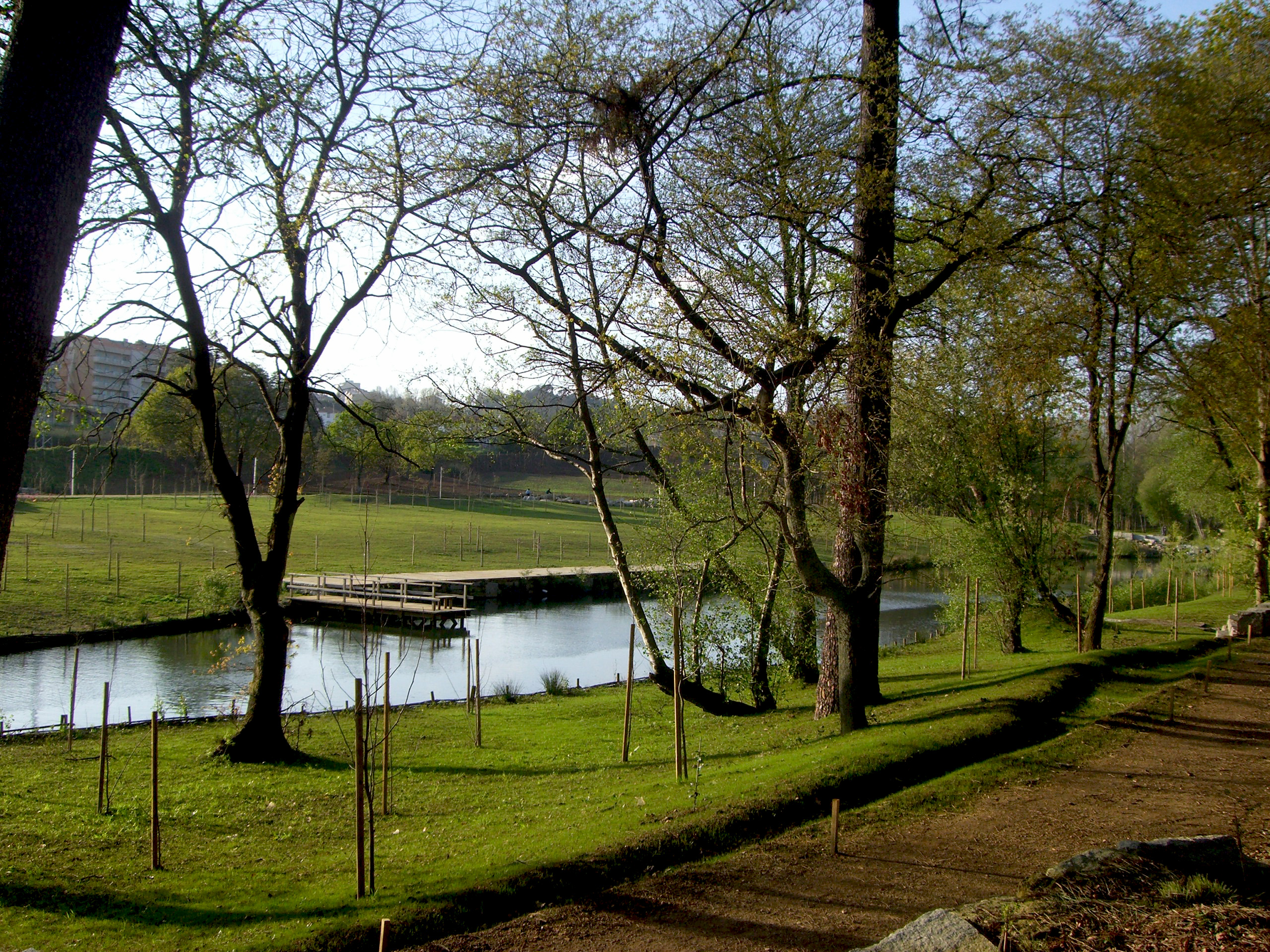
Parque Urbano do Rio Ul - Vista Parcial

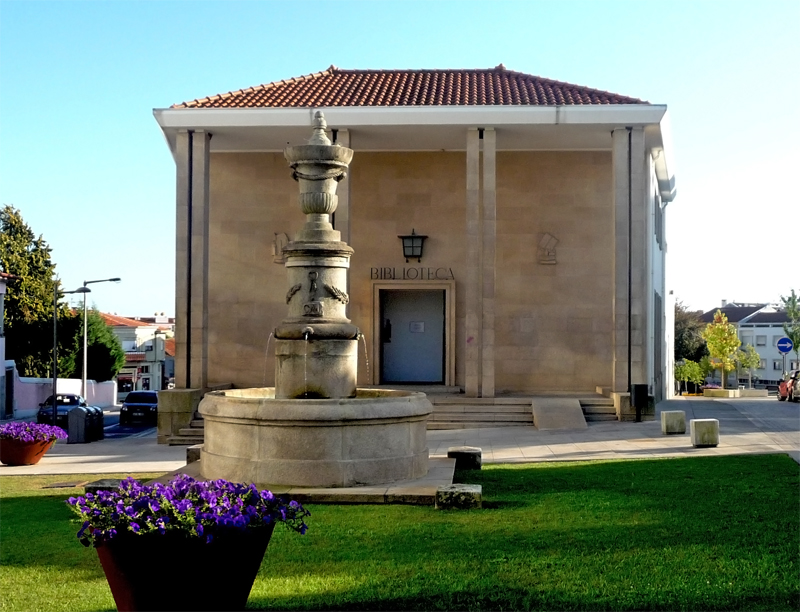
Biblioteca Dr. Renato Araújo

### Nacionais
- Escola Nacional de Estudos e Formação de Inspecção do Trabalho,[76] em actividade desde 2005, forma todos os novos inspectores a exercer actividade em Portugal e proporciona formação contínua aos profissionais já em actividade.
- Escola Nacional de Bombeiros de São João da Madeira,[77] em funcionamento desde 2005, com uma área de 7000 metros quadrados foi o primeiro centro de formação de bombeiros construído de raiz em Portugal, actualmente existem mais três, e o de São João da Madeira está vocacionado sobretudo para incêndios de origem industrial.
- Centro Tecnológico do Calçado, fundado em 1986, apoia as empresas do sector ao nível da formação técnica de recursos humanos, desenvolvimento do produto e investigação de materiais.

### Parques e Lazer
- Parque Urbano do Rio Ul,[78] do arquitecto Sidónio Pardal, que também concebeu o Parque da Cidade do Porto, é um moderno espaço que se projecta ao longo do rio Ul, com dimensão de cerca de 300 mil metros quadrados (cerca de 30 campos de futebol), que o torna um dos maiores parques urbanos do país. Conta com uma praia fluvial e edifício de apoio, a "Casa da Natureza", com balneários, bar de apoio e um centro de interpretação ambiental.[79]
- Parque de Nossa Senhora dos Milagres, é o parque mais antigo da cidade, inaugurado em 1938.[80] Desenvolve-se numa colina da cidade, em volta da capela de Nossa Senhora dos Milagres e possui café de apoio, parque infantil, circuito de manutenção e ciclovia.
- Parque Ferreira de Castro, recentemente reabilitado, conta com um campo sintético de futebol com iluminação nocturna, parques infantil e geriátrico, acesso gratuito à Internet via wireless, e café de apoio.
- Jardim Municipal, em frente ao imponente edifício da Câmara Municipal, ladeia toda a extensão da Avenida da Liberdade.
- Praça Barbezieux, conta com um dos mais modernos parques radicais do país, e com o monumento à mulher sanjoanense.

### Saúde

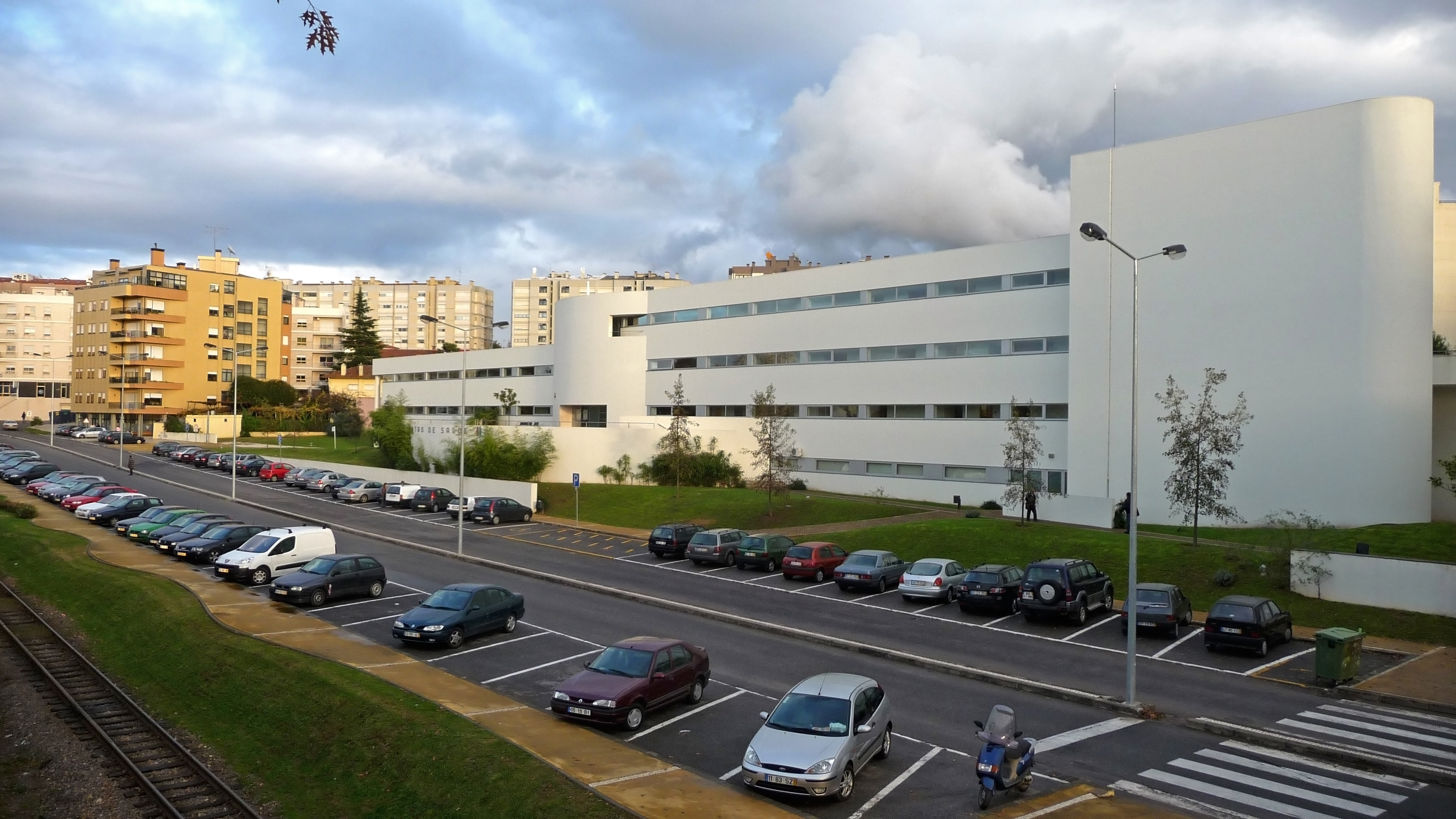
Centro de Saúde de São João da Madeira

- Hospital Distrital de São João da Madeira.
- Centro de Saúde de São João da Madeira, conta com duas Unidades de Saúde Familiar e serve uma população de mais de 24 mil utentes.
- Creche Albino Dias Fontes Garcia ( Instalada na antiga residência desse ilustre são-joanense negociante e filantropo)

- Trofa Saúde, inaugurado a 15 de maio de 2017. Sediado no Centro Comercial 8ª Avenida, este hospital destaca-se pela modernidade das suas instalações, pela fácil acessibilidade e pelo estacionamento coberto gratuito, hospital privado.
- CUF Inaugurado a 23 de Maio 2017 é uma clínica privada, localizado muito perto do centro da cidade, com estacionamento perto.

### Justiça
- Tribunal Judicial de São João da Madeira , edifício projectado pelo Arq Adalberto Dias e concluído em 2003.

## Educação
Nos 8 quilómetros quadrados do seu território, a cidade de São João da Madeira conta com 9 escolas do primeiro ciclo com jardins de infância, uma escola EB2/3, três escolas secundárias, e oferta privada desde o período pré-escolar ao secundário, incluindo cursos profissionais com equivalência ao ensino superior. Muitos munícipes de outros municípios frequentam as escolas deste município. A quase globalidade do parque escolar da cidade recebeu recentemente intervenções de reabilitação, tornando-o num dos mais modernos do país. Outros locais de domínio público ligados à educação incluem a Biblioteca Municipal Dr. Renato Araújo, uma Academia de Música, um Instituto de Línguas e um Centro de Arte.
É membro da Associação Internacional de Cidades Educadoras.

## Desporto

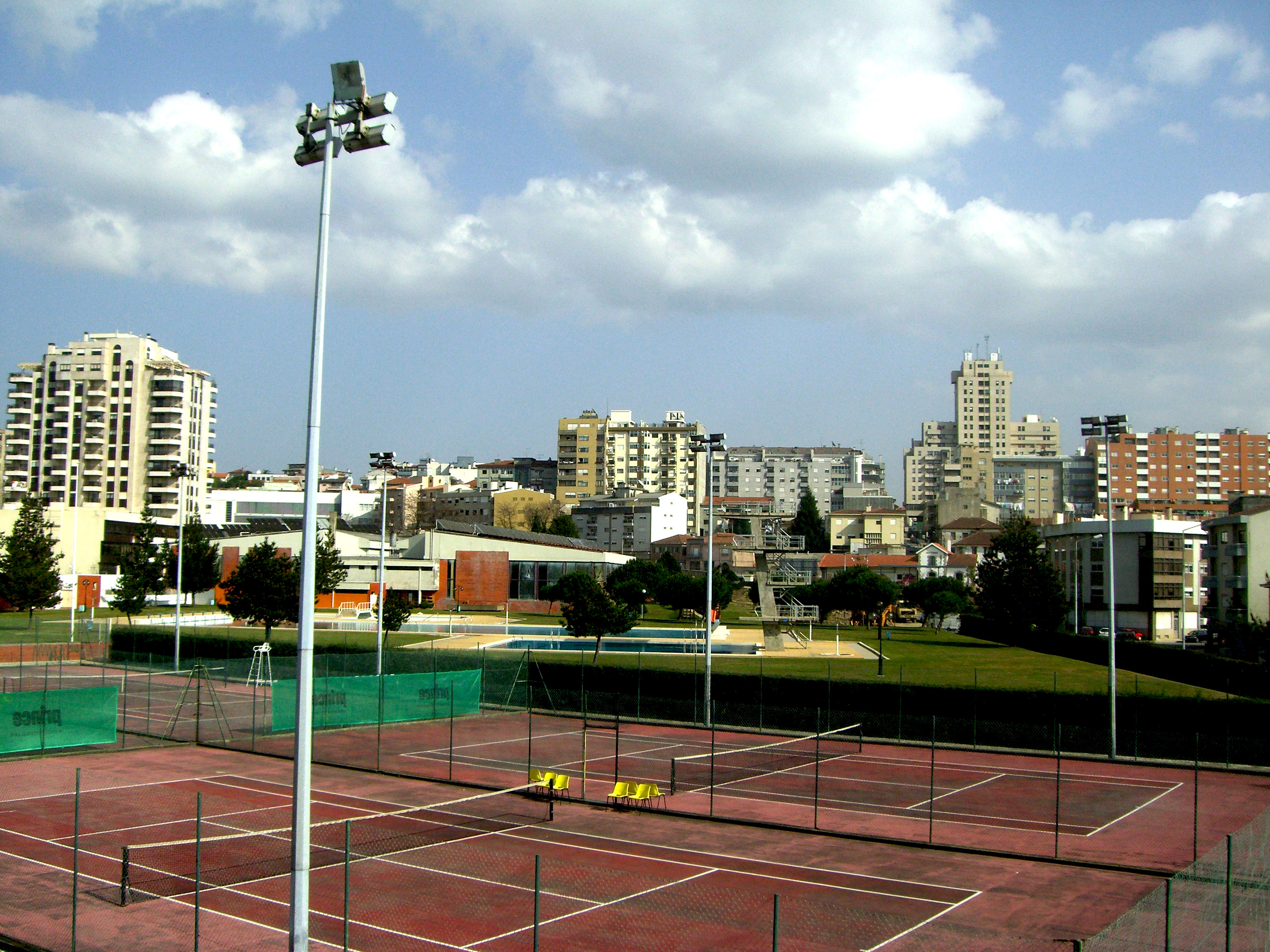
Complexo desportivo com piscinas e campos de ténis

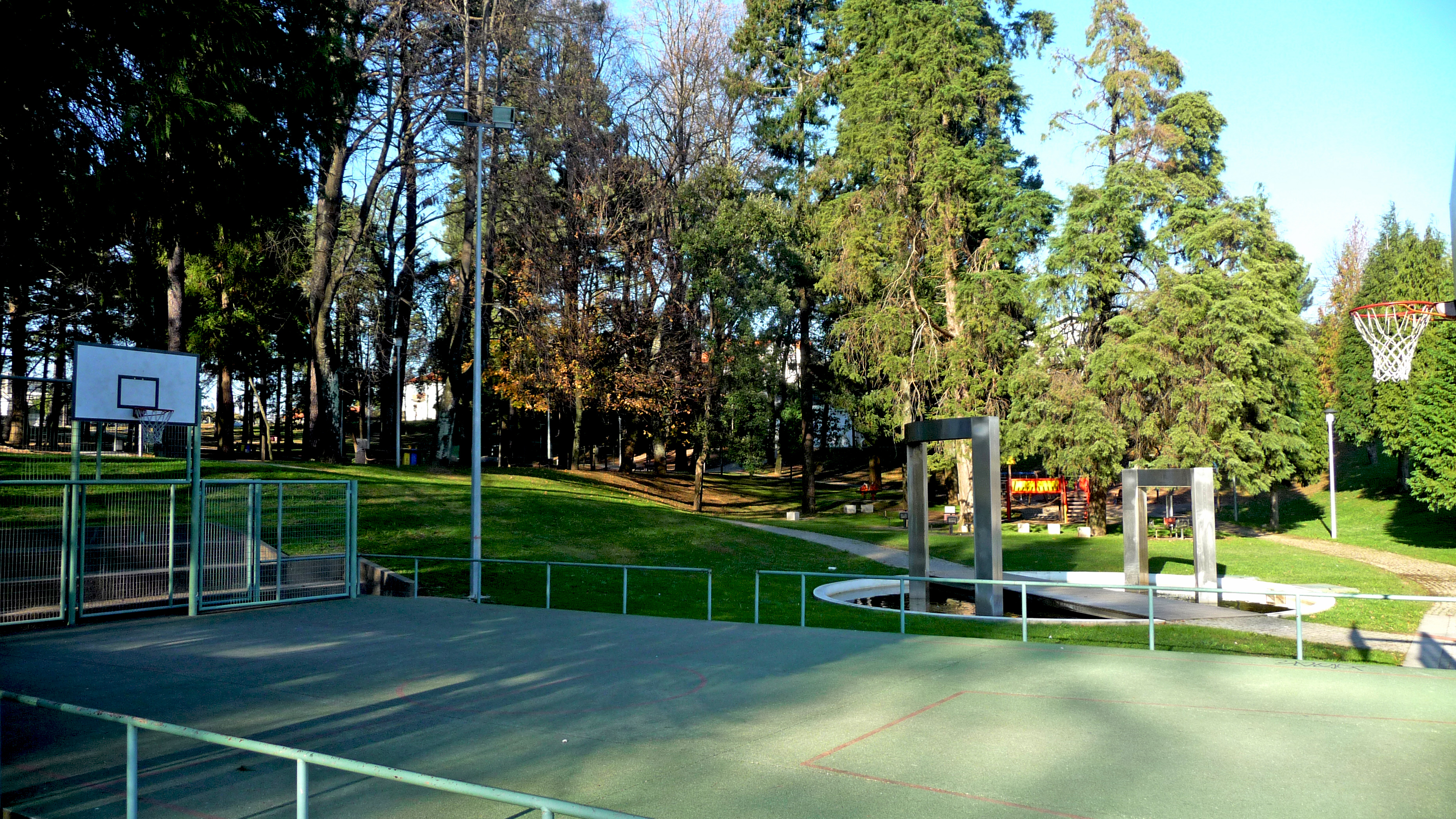
Recinto para prática desportiva em Parque Ferreira de Castro

Nos últimos anos, o centro de São João da Madeira tem acolhido vários finais de etapa da Volta a Portugal em Bicicleta, caracterizados pela concentração de bastante público.
O Pavilhão das Travessas é um moderno pavilhão inaugurado em 1995, e é um dos maiores recintos desportivos cobertos do país, com 4000 metros quadrados. Tem recebido importantes provas nacionais e internacionais, como o Campeonato do Mundo de Andebol de 2003.
O Complexo Desportivo Paulo Pinto conta com três piscinas (incluindo uma de saltos e uma olímpica), quatro courts de ténis, dois campos de futebol e voleibol de praia e um pavilhão. Recentemente, a Câmara Municipal de São João da Madeira estabeleceu protocolo com a Federação Portuguesa de Basquetebol criando o Centro Nacional de Treino Paulo Pinto, proporcionando formação desportiva a jovens basquetebolistas de todo o País que revelem especiais aptidões para a prática da modalidade. Os jovens jogadores residem em casas cedidas pela Câmara Municipal, estudam nas escolas secundárias da cidade e desenvolvem toda a sua actividade desportiva no Complexo Desportivo Paulo Pinto.
O Centro de Formação Desportiva é um moderno espaço, inaugurado em 2007, conta com três campos de futebol de relva sintética e edifício de apoio, dotado de equipamento ao nível do que foi instalado em estádios construídos para o Euro 2004, proporcionando excelentes condições para a prática desportiva de centenas de jovens jogadores.
A cidade conta ainda com um dos mais modernos parques de desportos radicais do país, inaugurado em 2009 e assinalado com uma das provas do Campeonato Nacional de BMX freestyle (BMX series).
São João da Madeira tem em projecto um Centro de Alto Rendimento Desportivo, o primeiro do género na Grande Área Metropolitana do Porto. Trata-se de um projecto de 17 milhões de euros e é uma das várias apostas ambiciosas da cidade para os próximos anos.
Contudo, o futebol, tal como em quase todas as cidades portuguesas, é o desporto-rei. A Associação Desportiva Sanjoanense é o clube principal, tendo já estado por várias vezes na 1ª e 2ª Liga. O clube conta com centenas de jovens que praticam futebol tendo, inclusive, equipas que militam nos campeonatos nacionais de camadas jovens. O seu estádio é o Estádio Conde Dias Garcia que tem capacidade para 15000 pessoas, sendo um dos maiores do distrito de Aveiro.
A associação estamos juntos (AEJ) fundada em 1986 foi o primeiro clube sanjoanense a ter uma atleta olímpica, que esteve presente em Londres, 2012 (Ana Rodrigues) treinada por Luis Ferreira no complexo desportivo Paulo Pinto.

## Comunicação

### Rádios
- Rádio Regional - 88.1
- Informédia - 106.3

### Jornais
- O Regional - Actualmente, o segundo jornal regional mais lido do distrito de Aveiro. Fundado em 1922, contribuiu para a emancipação municipal de São João da Madeira de 1926.
- Labor
- Jornal Único - inactivo desde Julho de 2016

### Internet gratuita
Em 16 de Junho de 2012, São João da Madeira tornou-se o primeiro município português a oferecer Internet sem fios sem custos para o utilizador. A iniciativa foi financiada por fundos comunitários (80%) e pela autarquia (20%). O projecto terminou em 2015.

## Património
- Paços da Cultura
- Casa da Quinta do Morgado
- Palacete do Rei da Farinha
- Palácio Conde Antonio Dias Garcia
- OLIVA - Património Industrial

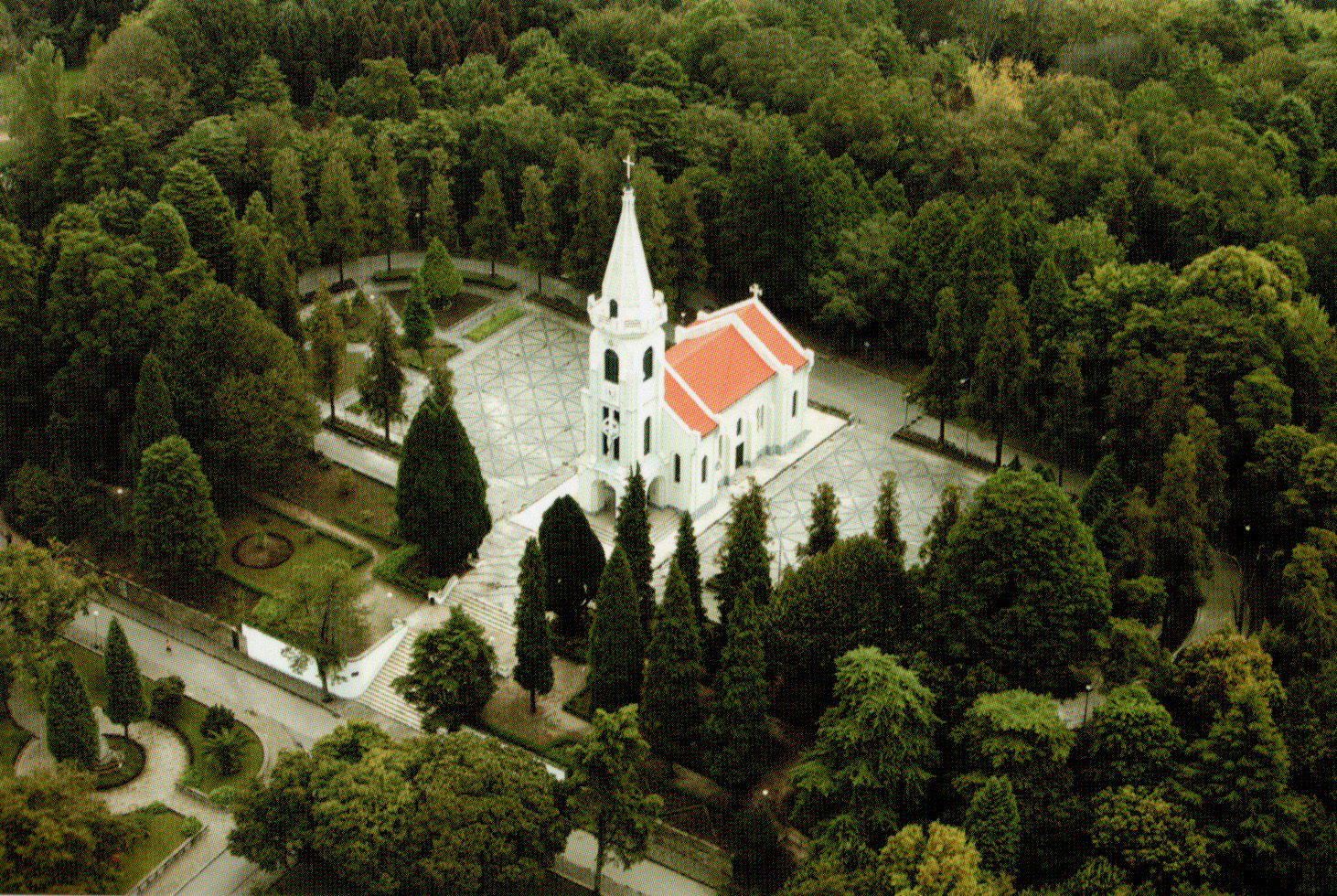
Capela de Nossa Senhora dos Milagres e parque envolvente

- Museu da Chapelaria - Património Industrial
- Cinema Imperador (actual Casa da Criatividade)
- Capela de Nossa Senhora dos Milagres
- Capela de Santo António
- Capela de Casaldelo

## Notáveis sanjoanenses
- Ver Categoria:Naturais de São João da Madeira